# Línia evolutiva de Shinx
Aquesta línia evolutiva de Pokémon inclou Shinx, Luxio i Luxray.

## Shinx
Shinx és una de les espècies que apareixen a la franquícia Pokémon. És de tipus elèctric i evoluciona a Luxio.

## Luxio
Luxio és una de les espècies que apareixen a la franquícia Pokémon. És de tipus elèctric. Evoluciona de Shinx i evoluciona a Luxray.

## Luxray
Luxray és una de les espècies que apareixen a la franquícia Pokémon. És de tipus elèctric i evoluciona de Luxio.